# Districte de Changara
El districte de Changara és un districte de Moçambic, situat a la província de Tete. Té una superfície de 6.730 kilòmetres quadrats. En 2007 comptava amb una població de 158.779 habitants. Limita al nord amb el districte de Chiuta, a l'oest amb el districte de Cahora-Bassa, al sud i sud-oest amb Zimbabwe, al sud amb el districte de Barué (província de Manica), al sud i sud-est al districte de Guro (també de la província de Manica) i a l'est amb el districte de Moatize i la ciutat de Tete.

## Divisió administrativa
El districte està dividit en tres postos administrativos (Chioco, Luenha i Marara), compostos per les següents localitats:
- Posto Administrativo de Chioco:
  - Chipembere
  - Mazue
  - N'Chenga
- Posto Administrativo de Luenha:
  - Dzunga
  - Luenha
  - Nhautenga
- Posto Administrativo de Marara:
  - Baroma
  - Cachembe
  - Mufa-Conde